# 여기보다 어딘가에 (1999년 영화)
《여기보다 어딘가에》(영어: Anywhere But Here)는 미국에서 제작된 웨인 왕 감독의 1999년 성장 코미디 드라마 영화이다. 수전 서랜던, 내털리 포트먼 등이 출연하였고, 로런스 마크 등이 제작에 참여하였다. 서랜던의 딸 에바 아무리가 텔레비전 속 소녀 역으로 짧게 등장한다.
촬영은 1998년 6월 말에 시작되었다. 1999년 9월 17일 제24회 토론토 국제 영화제에서 전 세계 최초로 상영되었으며 이후 11월 12일 미국에서 개봉되었다. 포트먼은 이 영화를 통해 제57회 골든 글로브상 드라마·뮤지컬·코미디 영화 부문 여우조연상 후보에 올랐다.

## 줄거리
어델은 예쁜 십대 딸 앤을 할리우드 스타로 만들겠다는 부푼 꿈을 안고 위스콘신주 작은 마을에서 베벌리힐스 낡은 아파트로 이사해 인근 고등학교에 언어치료사로 취직한다. 그러나 앤은 사촌 베니 등 가까운 친구들과 멀어진 게 아쉬울 뿐이고, 그냥 브라운 대학교에 진학해 공부를 하고 싶어하는데...

## 출연
- 수전 서랜던 - 어델 오거스트 역
- 내털리 포트먼 - 앤 오거스트 역
- 숀 해터시 - 베니, 앤의 사촌 역
- 하트 보크너 - 조시 스프릿저, 치과교정의 역
- 레이 베이커 - 테드, 앤의 새아버지 역
- 보니 버딜리아 - 캐럴, 이모 역
- 존 딜 - 지미, 이모부 역
- 파란 타히르 - 히샴 바디어, 앤이 4살 때 헤어진 이집트계 친아버지 역
- 캐럴라인 에런 - 게일 레터파인 역
- 존 캐럴 린치 - 잭 어윈 역
- 마이클 밀호언 - 경찰 역
- 에바 아무리 - 텔레비전에 나온 소녀 역
- 소라 버치 - 메리 역

## 기타 제작진
- 협력 제작: 피트라 알렉산드리아
- 배역: 빅토리아 토머스
- 미술: 도널드 그레이엄 버트
- 의상: 베치 하이먼
- 사운드트랙 참여: 리사 로브, k.d. 랭